# Alloporus dissimilis
Alloporus dissimilis är en mångfotingart som beskrevs av Carl Oscar von Porat 1872. Alloporus dissimilis ingår i släktet Alloporus och familjen Spirostreptidae. Inga underarter finns listade i Catalogue of Life.